# Среды Иванова

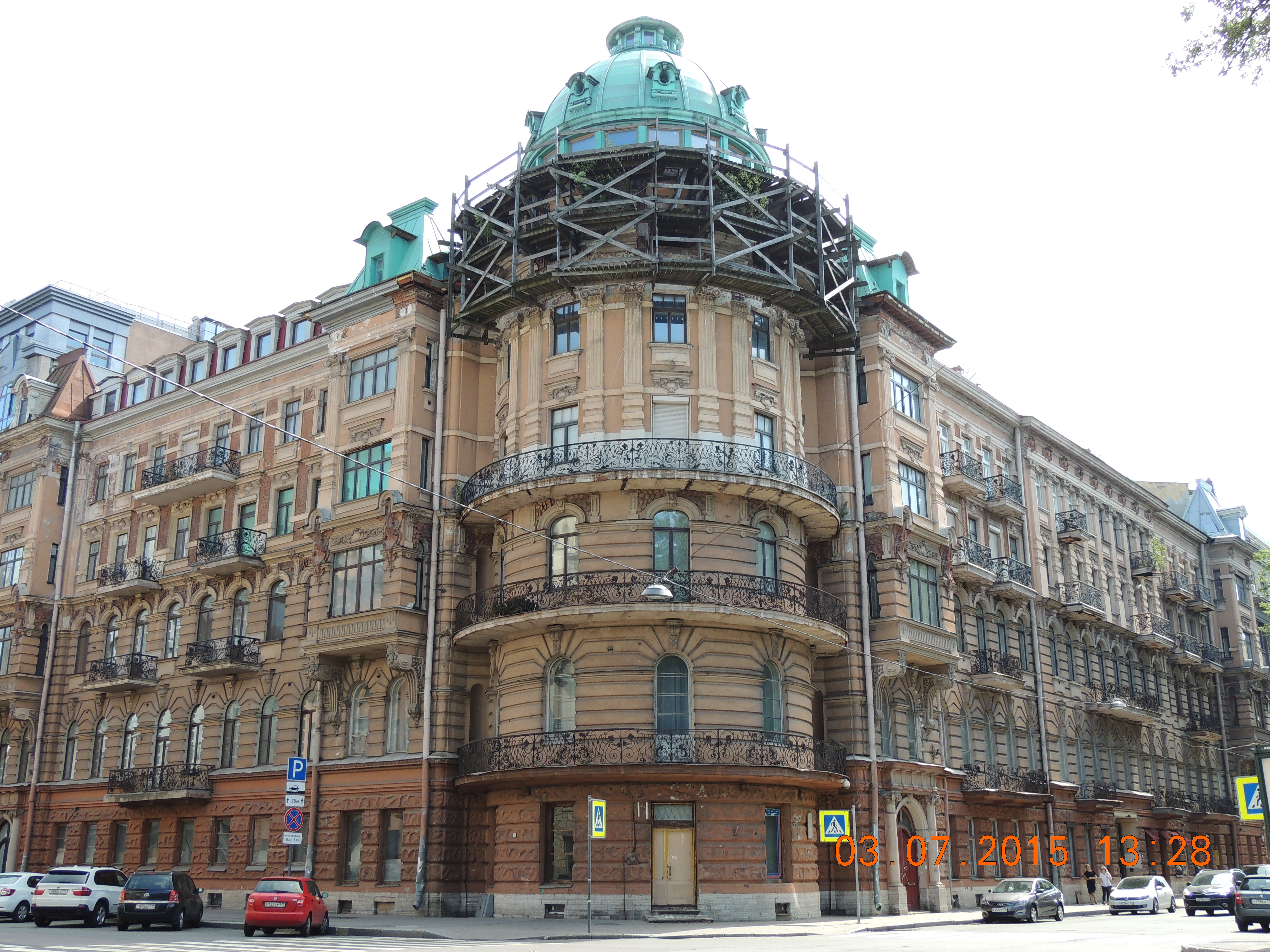
Дом № 35 по Таврической (№ 1 по Тверской) улице Санкт-Петербурга, где в квартире Иванова собирались младосимволисты и будущие акмеисты

Среды Иванова, также Ивановские среды — литературно-философские собрания, проходившие в Петербурге в 1900-е годы по средам на «башне» — в круглой угловой выступающей комнате на верхнем (шестом) этаже в квартире поэта-символиста Вячеслава Иванова и его жены, писательницы Лидии Зиновьевой-Аннибал по адресу Таврическая улица, дом 25 (сейчас — 35).
Первая встреча на «башне» произошла 7 сентября (20 сентября по новому стилю) 1905 года, через два месяца после переезда Иванова с семьёй в Петербург. На одной из первых встреч (14 сентября) у Иванова присутствовали К. Д. Бальмонт, О. И. Дымов, Ф. К. Сологуб, Г. И. Чулков. В дальнейшем собрания стали многолюдными (так, 18 января 1906 года на «башне» количество присутствовавших было «41 + 1 кума»). Со временем, когда на «среды» стали приходить «около-художники», «около-музыканты» и «около-литераторы», встречи совсем потеряли интимный характер, став «слишком многолюдными».
Собрания проходили по определённой программе. Начинались они после одиннадцати вечера и заканчивались, «когда толстое солнце палило над крышами». В декабре 1905 года на собраниях была назначена должность председателя (им почти всегда был Н. А. Бердяев), который управлял ходом диспутов. Предметом обсуждения на «средах» были такие темы как «искусство и социализм», «религия и мистика», «актёр будущего», «мистический анархизм» и так далее. После дискуссий наступало время для чтения стихов.
В декабре 1906 года заболела жена Иванова, и встречи были прекращены до весны, когда состоялось всего несколько «сред». В октябре 1907 года Зиновьева-Аннибал умерла, после чего собрания возобновились лишь осенью на следующий год. Состав и характер обновлённых «сред» изменились, на встречах стали присутствовать будущие «цеховики». Осенью 1909 года функции «сред» перешли к собраниям Общества ревнителей художественного слова.
«Ивановские среды» имели важное значение для развития культуры Серебряного века. Попадание на «башню Иванова» считалось получением «диплома на принадлежность к верхушкам интеллигенции». На квартире собиралась петербургская элита (литераторы, художники-«мирискусники», музыкальные и театральные деятели, философы и другие), устраивались диспуты, читались доклады, разбирались произведения литературы. По воспоминаниям С. К. Маковского, «Почти вся наша молодая тогда поэзия, если не „вышла“ из Ивановской „башни“, то прошла через неё».